# Calella
Calella là một thị xã ở Costa del Maresme, cự ly 56 km so với Barcelona, Catalonia, Tây Ban Nha. Calella có diện tích 8,01 km2, dân số năm 2007 là 18.034 người.

## Thông tin nhân khẩu
| 1900 | 1930 | 1950 | 1970 | 1986   | 2007   |
| ---- | ---- | ---- | ---- | ------ | ------ |
| 4316 | 7886 | 7642 | 9696 | 11,320 | 18,034 |